# Pigmentový textilní tisk

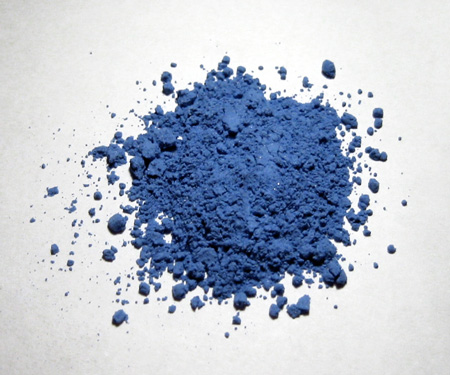
Minerální ultramarinový pigment

Pigmentový tisk je technologie nanášení pigmentových barviv tiskařskými technikami na textilní materiály s pomocí pojidel. Potištěná textilie je po vysušení použitelná bez praní nebo jiných úprav. 
Nejstarší pokusy s pigmentovým tiskem byly známé již s příchodem prvních tiskařských strojů (např. v Anglii tzv. raised styles). Jedna z prvních technologií spočívala v potiskování tkanin pigmentem se lněnou fermeží a s přírodními pryskyřicemi (popsaná v roce 1930). 
Na začátku 21. století se podílí pigmentový tisk asi 50 procenty na celkové výrobě potiskovaných textilií.
Organické i anorganické pigmenty se tisknou zejména na textilie z celulózových a polyesterových vláken a ze směsových materiálů. Jako pojivo jsou známé akrylové polymery a umělé pryskyřice.
K potiskování se používají stroje pro rotační a filmový tisk. 

## Příklad potiskování tkaniny
- Složení tiskařské barvy (cca %):

Pigment = 3, pojidlo = 60, ustalovač = 1, alginát sodný = 10, solventní nafta = 25
- Postup zpracování

Potiskování na rotačním stroji – sušení při 110-120 °C – tepelná úprava na napínacím rámu (bavlna 110-120 °C, 3-5-min; polyester 160-220 °C, 30-60 vt.)

## Výhody a nevýhody potiskování pigmenty
Výhody: Jednoduchá a levná technologie použitelná pro přírodní i syntetické textilní materiály, brilantní vybarvenost a přesné kontury tištěných vzorů
Nevýhody: Potištěné textilie mají tužší omak, nízkou stálost barvy po praní i po chemickém čištění a tištěné vzory se snadno odírají